# Шэньчжоу-13
Шэньчжоу-13 (кит. трад. 神舟十三号, пиньинь Shénzhōu shísān hào, палл. Шэньчжоу шисань хао, буквально: «Священный челн-13», англ. Shenzhou-13) — восьмой пилотируемый космический корабль КНР серии «Шэньчжоу» и вторая пилотируемая миссия на станцию «Тяньгун».
Запуск состоялся 15 октября 2021 года с тремя космонавтами на борту, возвращение на Землю — 23 марта 2022 года.

## Цель полёта
Целями полёта являлись продолжение строительства и эксплуатации китайской космической станции, разгрузка транспортного корабля «Тяньчжоу-3». Экипаж находился на орбите шесть месяцев.

## Экипаж
Все члены экипажа «Шэньчжоу-13» являлись дублерами экипажа «Шэньчжоу-12». Накануне старта космического корабля «Шэньчжоу-13» официально был назван его экипаж в составе:
| Тайконавт   | Должность              | № полёта | Организация |
| ----------- | ---------------------- | -------- | ----------- |
| Чжай Чжиган | Командир               | 2        | CNSA        |
| Ван Япин    | Пилот-оператор         | 2        | CNSA        |
| Е Гуанфу    | Лаборант-исследователь | 1        | CNSA        |
| Дублёры     |                        |          |             |
| Чэнь Дун    | —                      | 1        | CNSA        |
| Лю Ян       | —                      | 1        | CNSA        |
| Цай Сюйчжэ  | Лаборант-исследователь | -        | CNSA        |

Ян Ливэй, директор Китайского управления пилотируемой космической техники и первый космонавт страны, сообщил ранее в мае, что, хотя в миссии «Шэньчжоу-12» не будет женщин-космонавтов, они будут участвовать в каждой последующей миссии. Эти слова указали на включение в состав экипажа «Шэньчжоу-13» женщины-космонавта. И действительно, в состав экипажа «Шэньчжоу-13» была включена первая женщина-космонавт Китая, совершившая выход в открытый космос, Ван Япин, а в состав экипажа «Шэньчжоу-14» — первая женщина-космонавт Китая Лю Ян.

## Подготовка к запуску
Для обеспечения безопасности работы космонавтов на орбите на стартовой платформе космодрома Цзюцюань во время запуска «Шэньчжоу-12», «Шэньчжоу-13» находился в состоянии полной готовности к запуску. Назначение корабля «Шэньчжоу-13» в качестве аварийного резерва для оказания технической поддержки «Шэньчжоу-12» создало прецедент в истории китайской космонавтики. Это подтвердило, что корабль к старту уже готов. Для обеспечения работы на орбите экипажа «Шэньчжоу-13» 20 сентября 2021 года к китайской космической станции пристыковался грузовой космический корабль «Тяньчжоу-3», общим весом около 12 тонн. На нём было отправлено на станцию около 5,6 тонн груза. Помощник главного инженера грузового космического корабля «Тяньчжоу-3» Фан Фан сказал, что члены экипажа корабля «Шэньчжоу-13» пробудут в космосе шесть месяцев, поэтому количество пищевых продуктов, воды и товаров для повседневного применения в три раза больше, чем было на корабле «Тяньчжоу-2». Эта масса полезного груза превышает три тонны. Среди отправленных запасов, женская одежда, средства гигиены и косметика — все это специально подготовлено для женщины-космонавта. 7 октября 2021 года китайский пилотируемый космический корабль «Шэньчжоу-13» и ракета-носитель «Чанчжэн-2F» («Великий поход-2Ф») были доставлены на стартовую площадку космодрома Цзюцюань в провинции Ганьсу.

## Запуск и стыковка
В китайской провинции Ганьсу 15 октября в 16:23 UTC со стартового комплекса № 91 площадки № 43 Центра космических запусков Цзюцюань был произведён успешный пуск ракеты-носителя «Чанчжэн-2Ф» (CZ-2F/G №Y13) с пилотируемым космическим кораблём «Шэньчжоу-13» (Shenzhou-13).
15 октября 2021 года в 22:48 UTC, пилотируемый космический корабль «Шэньчжоу-13» в автономном режиме был состыкован с надирным портом базового модуля «Тяньхэ» китайской орбитальной космической станции.

## Полёт
Для обеспечения безопасности миссии на стартовой платформе космодрома Цзюцюань во время полёта «Шэньчжоу-13» находился в состоянии полной готовности к запуску новый космический корабль «Шэньчжоу-14» с дублирующим экипажем. Подобная практика имела место и во время миссии «Шэньчжоу-12».
7 ноября в 20:28 два члена экипажа «Шэньчжоу-13» совершили выход в открытый космос. Чжай Чжиган и Ван Япин выполнили ряд заданий за пределами космической станции, тестируя качество разработанных в КНР скафандров нового поколения, координацию между людьми и манипулятором, а также установили новое оборудования на внешней стороне станции. Продолжительность внекорабельных работ по времени составила 6 часов 25 минут. Ван Япин стала первой китайской женщиной-космонавтом, вышедшей в открытый космос.
9 декабря 2021 года в 15:55 по пекинскому времени (7:55 UTC) экипаж провёл космический урок для учащихся с любопытными физическими опытами в условиях микрогравитации.
26 декабря 2021 года состоялся второй выход в космос членов экипажа «Шэньчжоу-13». В открытом космосе работали командир корабля Чжай Чжиган и член экипажа Е Гуанфу. Продолжительность пребывания космонавтов в открытом космосе составила 6 часов 11 минут.
6 января 2022 года экипаж «Шэньчжоу-13» провёл успешное испытание перемещения грузового космического корабля «Тяньчжоу-2» при помощи роботизированного манипулятора, установленного на базовом модуле «Тяньхэ».
23 марта 2022 года в 15:40 по пекинскому времени три члена экипажа провели второй космический урок для учащихся. Экипаж «Шэньчжоу-13» установил новый национальный рекорд по длительности пребывания в космосе (182 дня 9 часов 32 минуты).

## Возвращение экипажа на Землю
16 апреля в 00:44 пекинского времени (15 апреля в 16:44 UTC) состоялась успешная отстыковка пилотируемого космического корабля «Шэньчжоу-13» от базового модуля «Тяньхэ». Спускаемый аппарат космического корабля «Шэньчжоу-13» 16 апреля 2022 года в 01:56:49 UTC приземлился на посадочной площадке «Дунфэн» в автономном районе Внутренняя Монголия в Северном Китае.